# استودیوهای والت دیزنی (بربنک)

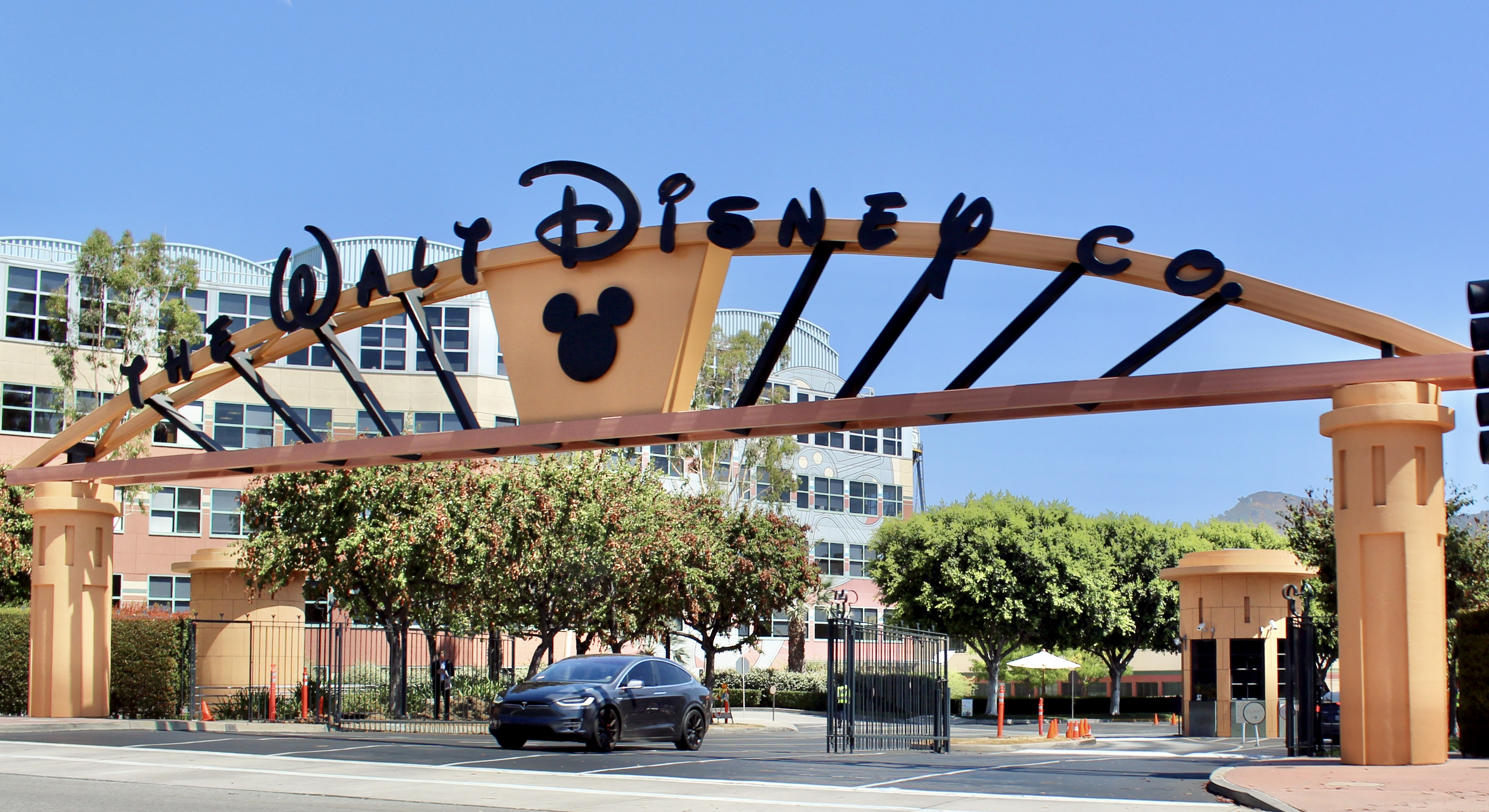
ورودی اصلی استودیوهای والت دیزنی

استودیوهای والت دیزنی (انگلیسی: Walt Disney Studios) مجموعه‌ای از استودیوهای فیلم‌سازی شرکت والت دیزنی در بربنک، کالیفرنیا، ایالات متحده آمریکا است.
شرکت والت دیزنی پس از ساخت موفق انیمیشن سفیدبرفی و هفت کوتوله در سال ۱۹۳۷ و کسب سود زیاد از این فیلم تصمیم به ساخت استودیویی بزرگتر و مجهزتر گرفت، به همین دلیل استودیوهایی در مجموعه‌ای با وسعت ۲۰٫۶ هکتار ایجاد کرد که ساخت و تکمیل آن در سال ۱۹۳۹ به پایان رسید.

## نگارخانه

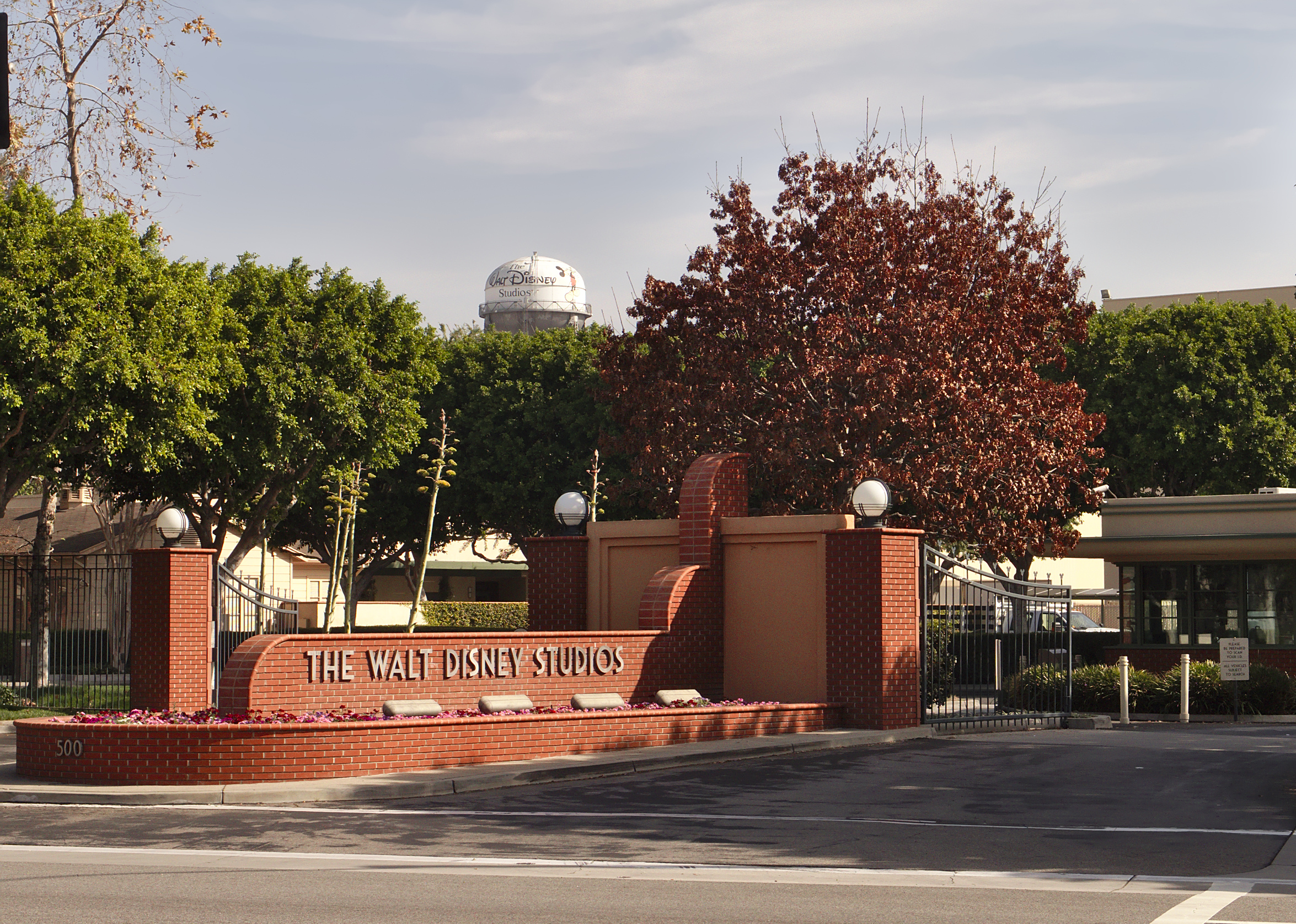
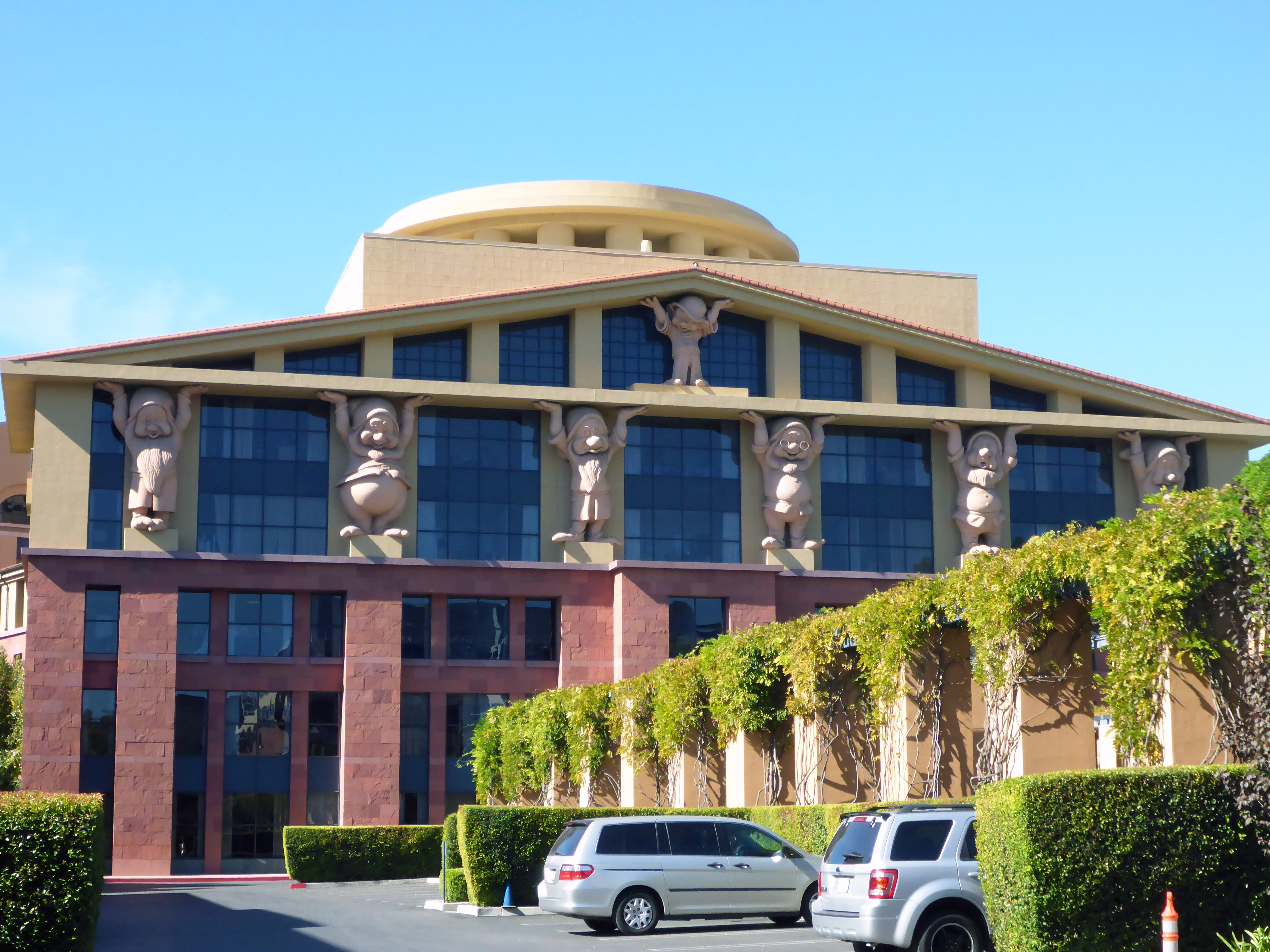
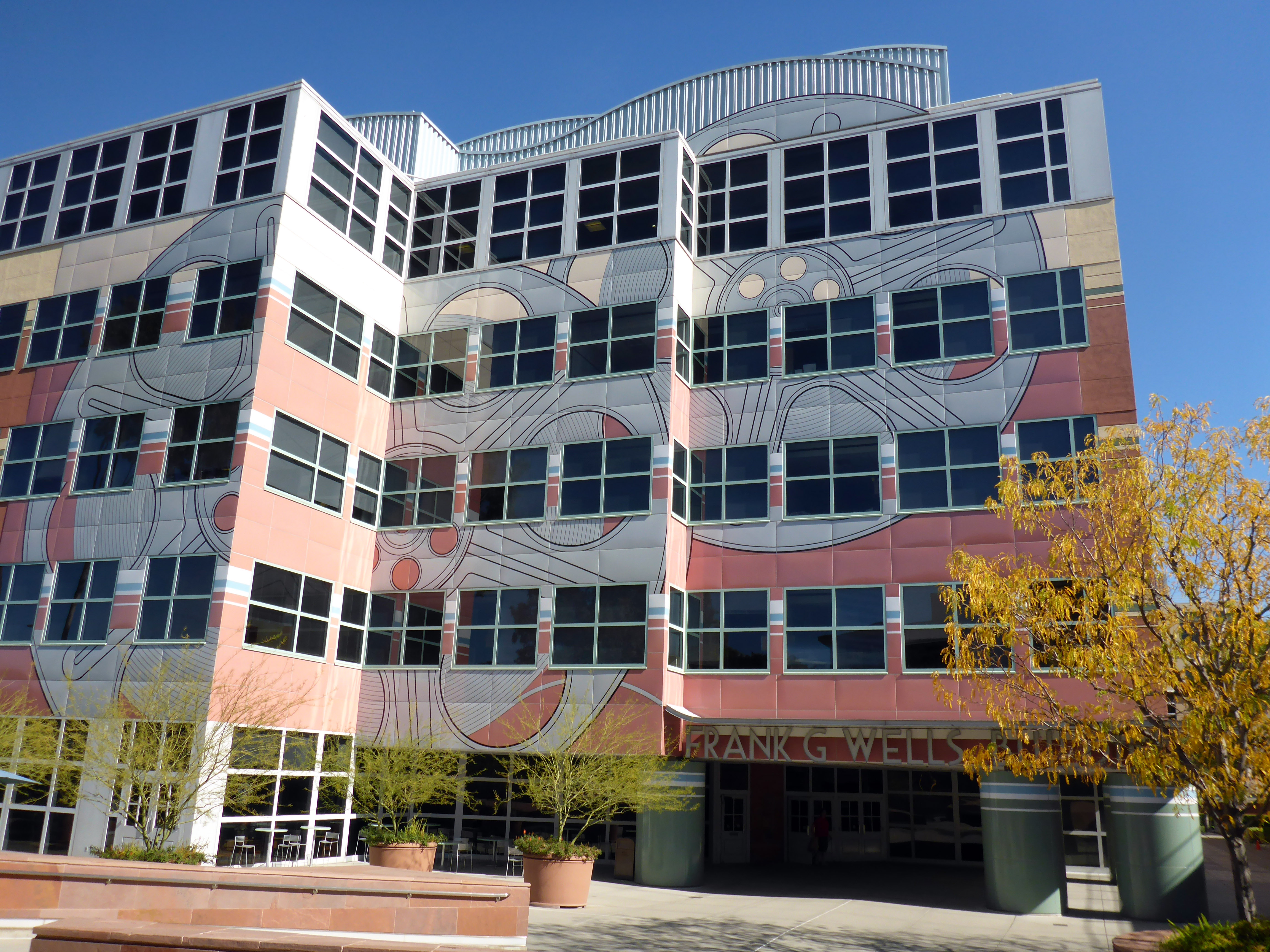
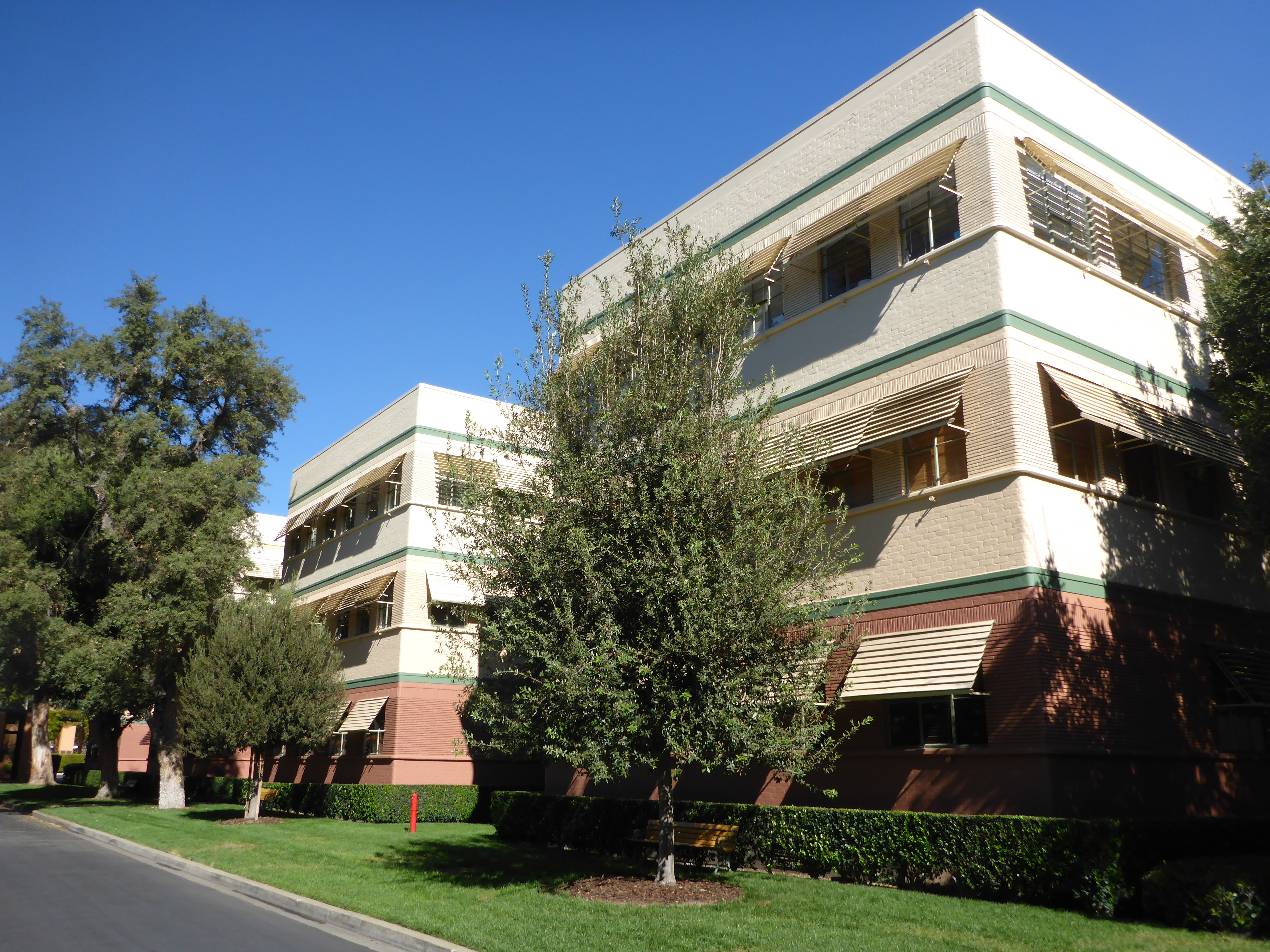
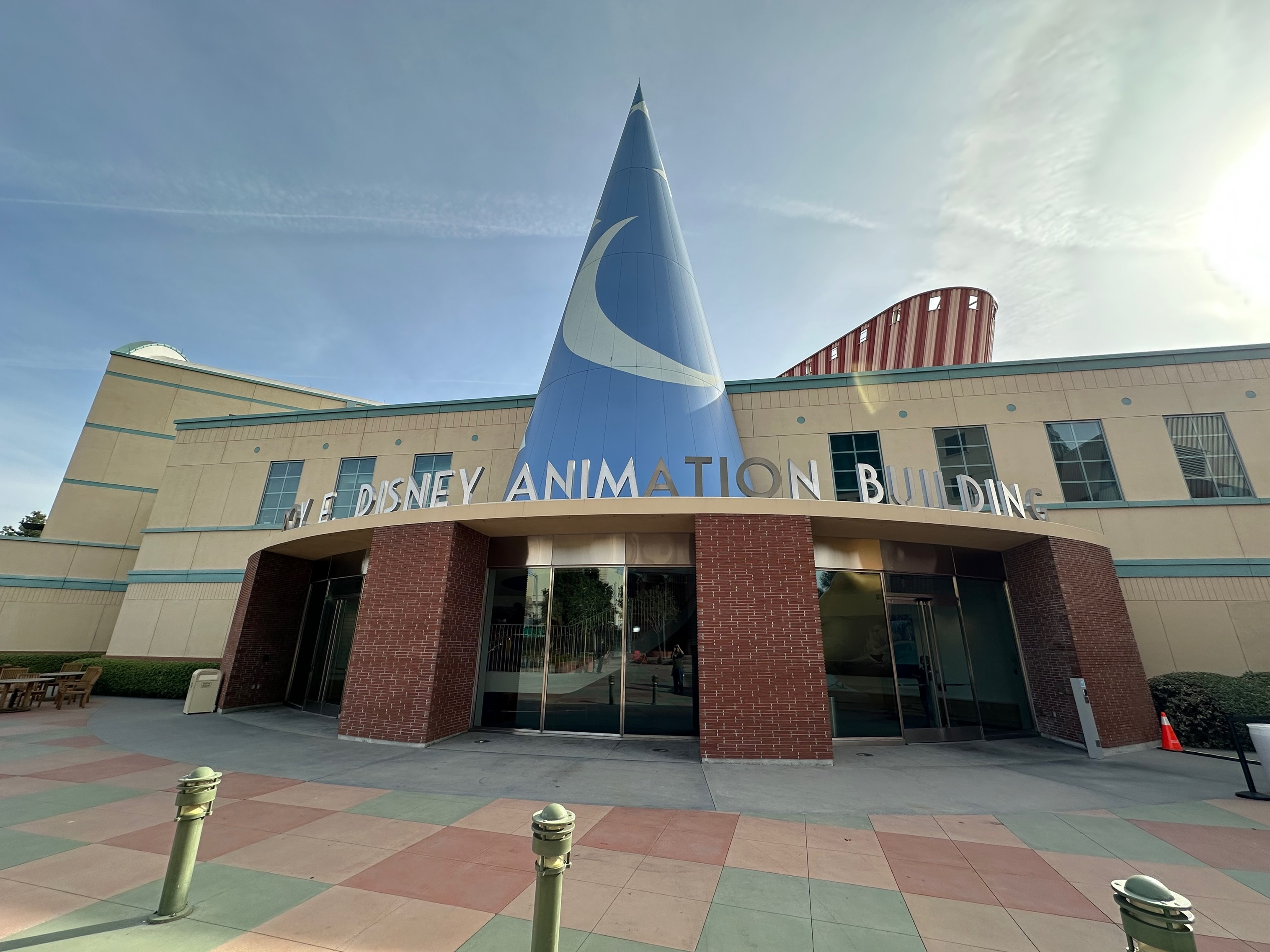
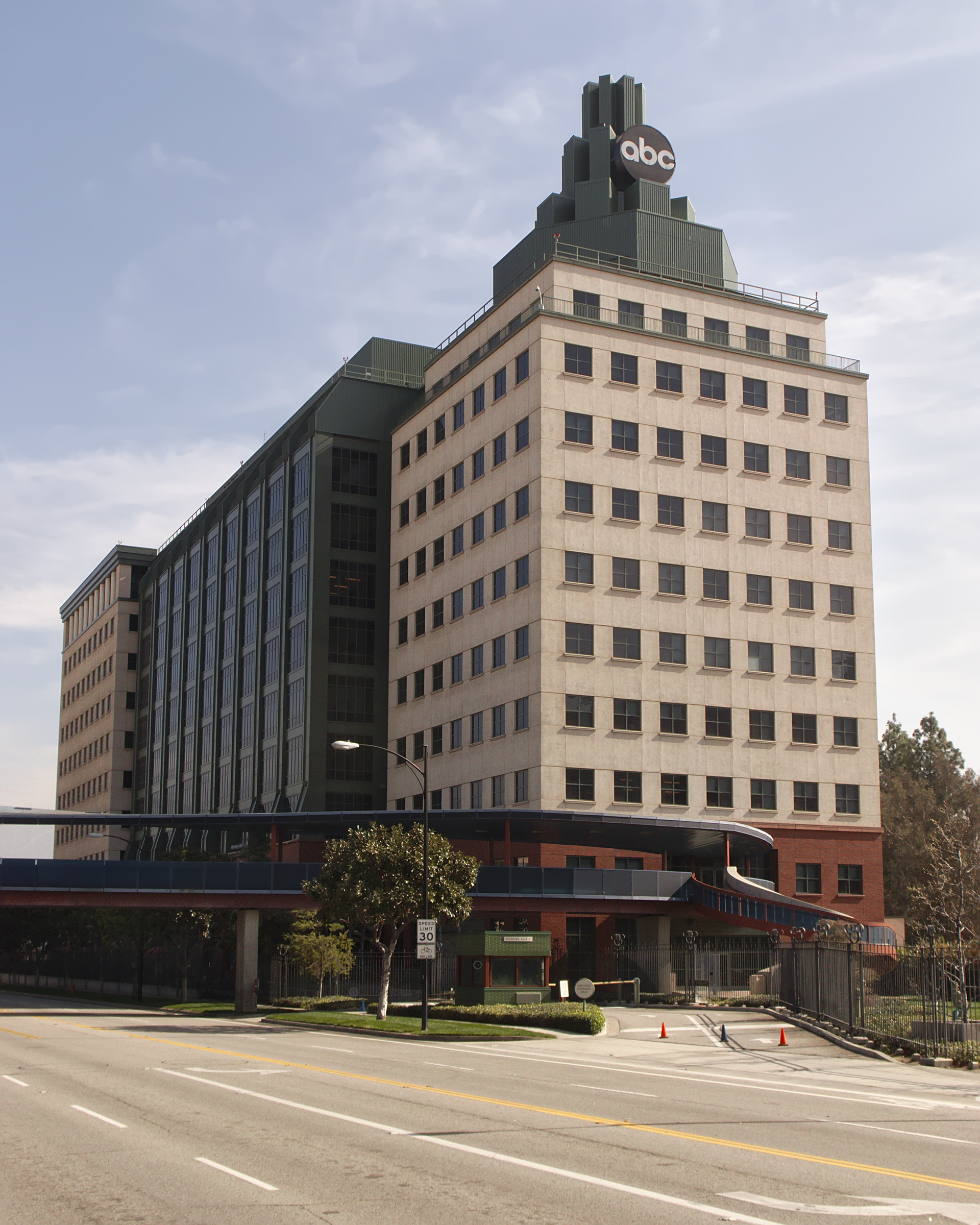